# Biblioteca nazionale della Repubblica Argentina
La Biblioteca nazionale della Repubblica Argentina (Biblioteca Nacional "Mariano Moreno" de la República Argentina in spagnolo) è la biblioteca nazionale dell'Argentina e la più grande del paese. Fu inaugurata nel 1810 ed è attualmente situata a Buenos Aires, nel quartiere di Recoleta.

## Storia

### Biblioteca Pubblica di Buenos Aires
La Biblioteca nazionale fu fondata con un decreto della Prima Giunta il 13 settembre 1810, sotto la denominazione di Biblioteca Pública de Buenos Aires (Biblioteca Pubblica di Buenos Aires). La sua prima ubicazione, nei successivi due anni, fu l'edificio del Cabildo; nel 1812 fu aperta al pubblico una sala dell'edificio che ora si trova all'angolo fra calle Moreno e calle Perù, nella zona attualmente conosciuta come Manzana de Las Luces. I primi fondi bibliografici furono donati da istituzioni come il Cabildo Ecclesiastico e il Collegio Reale di San Carlos, oltre che da privati come Luis Chorroarín e Manuel Belgrano.
Mariano Moreno fu nominato conservatore della biblioteca nel 1810, mentre Cayetano Rodriguez e Saturnino Segurola furono nominati rispettivamente primo e secondo bibliotecario. Nel gennaio del 1811 la direzione della biblioteca fu assunta da Luis Chorroarín che rimase in carica fino al 1821, anno in cui fu sostituito da Saturnino Segurola. Fra il 1822 e il 1828 la carica fu assunta da Manuel Moreno, fratello di Mariano, e la biblioteca disponeva già allora di un considerevole patrimonio librario: nel 1823 annoverava già più di 17.000 volumi. Una notevole quantità di materiali furono aggiunti dai direttori Vicente G. QUesada e Manuel Trelles che incorporarono volumi provenienti dall'estero e migliorarono ulteriormente l'infrastruttura, quando la biblioteca passò ad essere gestita direttamente dal governo nazionale. Le migliorie apportate alla biblioteca si rendono evidenti nei 7715 visitatori che sono registrati nel 1881 e nei 32.600 volumi attestati nel 1882.

### Biblioteca nazionale
Il 5 ottobre 1884, José Antonio Wilde fu nominato primo direttore nazionale della biblioteca, ma morì poco tempo dopo. Da questo momento la biblioteca è ufficialmente conosciuta come "Biblioteca nazionale". Il 19 gennaio 1885 la carica di direttore venne assunta dal celebre intellettuale Paul Groussac che sarebbe rimasto nel ruolo fino al 1929. Durante la sua lunga gestione il patrimonio bibliografico fu aumentato in notevole misura. Nel 1893 la Biblioteca contava 62.707 volumi e fu affiancata da un Centro nazionale della musica con sede in calle México 564. Groussac divenne cieco ma continuò a lavorare nella biblioteca fino a pochi mesi dalla sua morte. Il successivo direttore fu Gustavo Adolfo Martínez Zuviría che resse le sorti dell'istituzione fra il 1931 e il 1955. Di tendenze nazional-socialiste, Martínez Zuviría aveva un'ottima relazione personale con Juan Domingo Perón oltre ad essere a quei tempi uno degli scrittori argentini più pubblicati e popolari. La tradizione di incaricare come direttori delle figure chiave della cultura argentina continuò anche successivamente, quando nel 1955 la carica passò allo scrittore Jorge Luis Borges che la detenne fino al 1973. Ironicamente, appena fu incaricato, Borges seppe dai medici che stava diventando cieco, come Groussac e come un altro famoso direttore della biblioteca, José Marmol. Borges promosse ulteriormente lo sviluppo dell'istituzione, aumentando ancora il numero delle acquisizioni di volumi, istituendo una scuola per bibliotecari e convincendo il presidente Arturo Frondizi a costruire un nuovo imponente edificio per la biblioteca.

### La nuova sede della Biblioteca nazionale

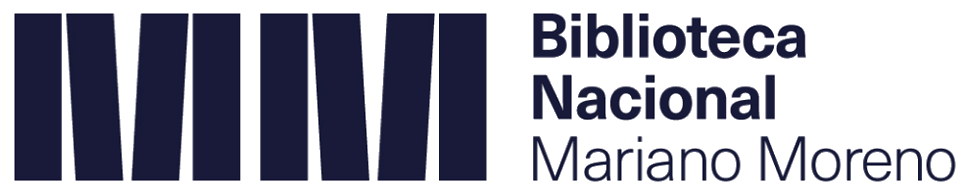
Logo

Con la legge 12.351/1960 si destinarono allo scopo tre ettari di terreno ubicati tra avenida Libertador, avenida Las Hera, calle Aguero e calle Austria. L'opera fu messa in palio in un concorso nazionale che si chiuse nell'aprile del 1962 e il cui verdetto fu simbolicamente annunciato il 12 ottobre dello stesso anno. I più importanti studi di architettura dell'epoca parteciparono al concorso e il progetto vincitore fu quello degli architetti Clorindo Testa, Francisco Bullrich e Alicia Cazzaniga de Bullrich.
La prima pietra dell'edificio fu posata solo il 13 ottobre 1971, ben undici anni dopo la legge istitutiva, mentre la costruzione fu appaltata alla ditta Com-Ar-Co S.A.. I lavori, a causa della crisi economica e politica, avanzarono molto lentamente e alla fine furono sospesi durante la dittatura per ricominciare soltanto dopo il 1982. Mentre si costruiva l'edificio intanto il campo della biblioteconomia faceva progressi importanti, per esempio l'introduzione dell'informatica permise la digitalizzazione del catalogo e il funzionamento della biblioteca cominciò a cambiare radicalmente.
La nuova Biblioteca nazionale poté infine essere terminata grazie a un prestito del Regno di Spagna, concesso nel 1990 e fu inaugurata dal presidente Carlos Menem il 10 aprile 1992, trentadue anni dopo la legge istitutiva. Il trasloco definitivo del materiale librario terminò solo il 21 settembre del 1993. L'edificio ha tre depositi sotterranei, due dei quali destinati ai libri, nei quali trovano spazio tre milioni di volumi e un altro deposito destinato a conservare riviste e giornali che ha una capacità di cinquecentomila esemplari. L'edificio ospita anche la Scuola per bibliotecari fondata nel 1956.
La vecchia sede di calle México è stata ceduta per intero al Centro nazionale per la musica.

### Descrizione dell'edificio

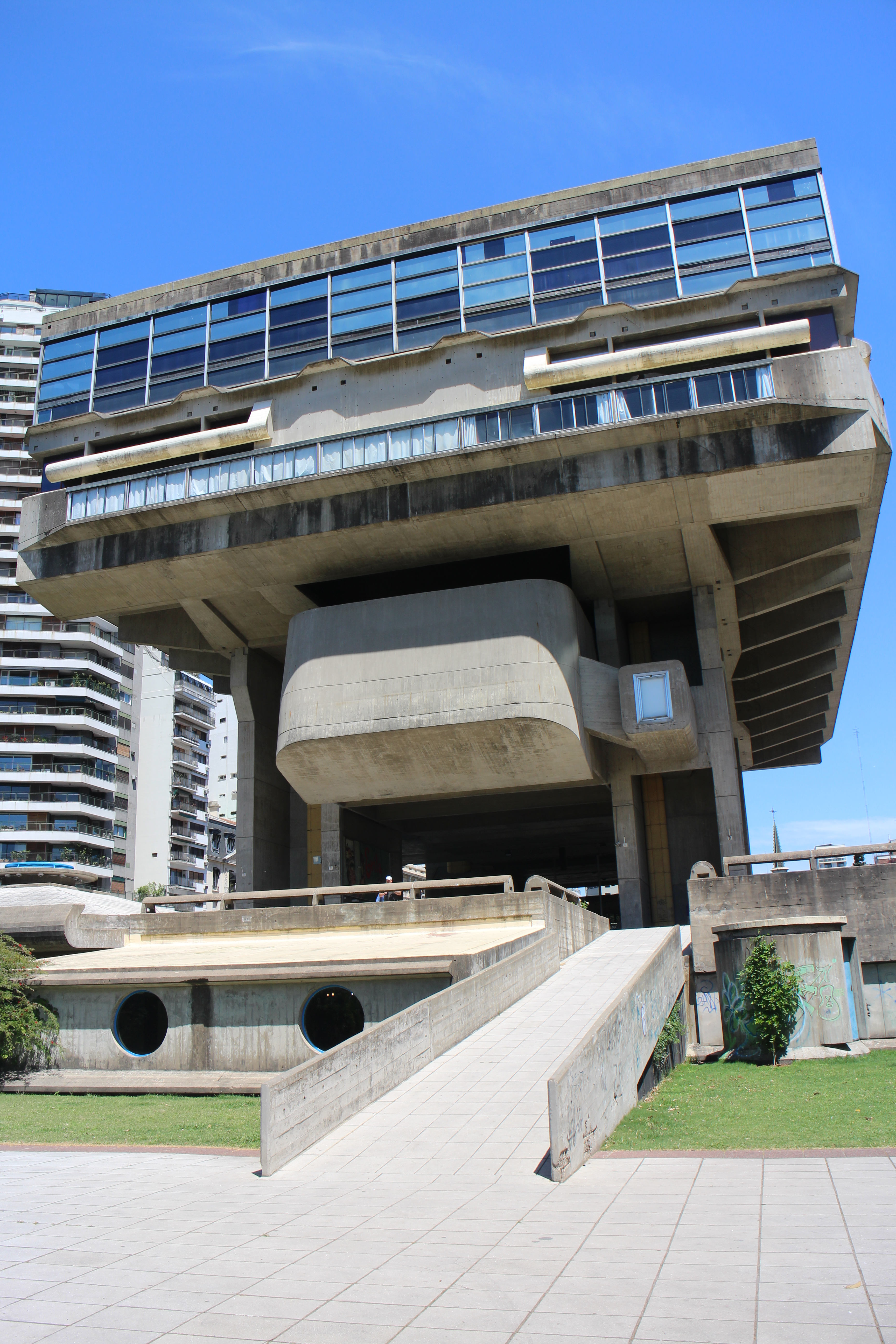
Attuale edificio sede della Biblioteca Nazionale nel quartiere Recoleta

L'edificio della Biblioteca nazionale progettato da Clorindo Testa è un tipico esempio di design brutalista, uno stile diffusosi a livello internazionale negli anni cinquanta e caratterizzato dal privilegiare le strutture di cemento armato, lasciate a vista e trattate quasi come elementi decorativi. L'edificio è caratterizzato dal parco che occupa il livello terra e dalla sala lettura che si affaccia panoramicamente sul porto e sul Río de la Plata.
L'idea fondamentale, come testimonia la relazione dello stesso architetto Testa, è quella di posizionare i depositi dei libri sotto terra, approfittando del fatto che lo Stato aveva espropriato l'intera zona con l'idea di creare un vasto spazio pubblico. Questo spostamento aiuta a proteggere i libri dall'effetto nocivo della luce e in più permetterà in futuro l'ampliamento dei depositi senza interrompere l'esercizio delle attività della biblioteca in superficie. Una volta liberata la struttura dell'edificio dell'ingombro enorme dei depositi, si è scelto di sopraelevarla su pilotis per permettere di lasciare libera la vista, destinando una piattaforma di accesso aperta in forma permanente a continuazione del parco pubblico. L'edificio sembra perciò sospeso su quattro grandi colonne che Testa paragonò alle zampe di un quadrupede, paragonando l'edificio a un organismo vivente.
Durante i lunghissimi lavori di costruzione si decise di eliminare dalla facciata gli enorme parasole metallici che dovevano proteggere le vetrate delle sale di lettura dalla luce esterna. Questa scelta attualmente dà un aspetto non finito alla struttura oltre a risultare fastidiosa per gli utenti in certe ore del giorno. Gli architetti Testa e Bullrich furono poi rimossi dalla direzione dei lavori che fu affidata alla Direzione Generale di Architettura Didattica, fatto che provocò altre modifiche del progetto originario, impoverendo la scelta dei materiali e degli arredamenti. Il vecchio mobilio della Biblioteca fu conservato e trasferito nei nuovi locali, dove si trova tuttora.
Sopra i due livelli sotterranei dei depositi si trova un piano seminterrato dove trovano posto gli uffici e l'emeroteca, la cui sala è illuminata mediante un lucernaio che si apre sul piano della terrazza di accesso come una cupola piramidale. La hall principale di entrata è situata sulla terrazza sopraelevata rispetto alla piazza circostante, da qui si accede per una serie di ascensori, rampe di scale e scale a chiocciola all'interno dell'edificio attraverso le quattro colonne che lo sostengono, permettendo di avere una vista panoramica sul quartiere di La Isla e Puerto de Retiro.